# グローリア (プーランク)
《グローリア》 FP 177（羅: Gloria）は1959年に作曲されたフランシス・プーランクの宗教曲。ソプラノ独唱と混声合唱、管弦楽によって演奏される。

## 概要
ミサ通常文におけるグローリアのラテン語歌詞を使用している。プーランクの代表作の一つであり、クーセヴィツキー財団の委嘱により作曲された。既に故人であった財団の創設者セルゲイ・クーセヴィツキーと妻のナタリアに献呈されている。
1961年1月21日（1月20日の情報もあり）ボストン・シンフォニー・ホールで初演された。（その際の録音が残されている。）
- 指揮：シャルル・ミュンシュ（Charles Munch）
- ソプラノ独唱：アデル・アディスン（Adele Addison）
- 合唱：ザ・コーラス・プロ・ムジカ（The Chorus Pro Musica ）
- 管弦楽：ボストン交響楽団

世界初の商業録音は、初演と同じ1961年に作曲者監修のもと、ジョルジュ・プレートル指揮フランス国立放送管弦楽団、ロザンナ・カルテリの独唱で行われた。著名な合唱指揮者ロバート・ショウがRCAビクターに録音したレコードは、1965年のグラミー賞・最優秀合唱部門賞を受賞している。

## 構成
6曲から構成されている。
1. グローリア・イン・エクセルシス・デオ (Gloria in excelsis Deo)（天のいと高きところには神に栄光） (ト長調)
2. ラウダムス・テ (Laudamus te)（われら主をほめ） (ハ長調)
3. ドミネ・デウス、レックス・ケレスティス (Domine Deus, Rex caelestis)（神なる主、天の王） (ロ短調)
4. ドミネ・フィリ・ウニジェニテ (Domine Fili unigenite)（主なる御ひとり子） (ト長調)
5. ドミネ・デウス、アニュス・デイ (Domine Deus, Agnus Dei)（神なる主、神の子羊） (変ロ短調)
6. クィ・セデス・アド・デクステラム・パトリス (Qui sedes ad dexteram Patris)（父の右に座したもう主よ） (ト長調)

## 解説
第一楽章は、イーゴリ・ストラヴィンスキーの「イ調のセレナーデ」（1925年）の開始部に非常によく似た金管楽器の素晴らしい和声的動機で始まる。合唱は、アクセントのある雄弁な歌唱法で歌い始める。最初はト長調から始まり、ト短調の和音に転調され、その後木管楽器が並行して四和音と七の和音を奏でる。合唱は、持続低音のト音を含んだロ短調の三和音を伴奏に、金管楽器のファンファーレを連想させるト短調で二重付点リズムを歌う。ト長調とロ短調の並置は、作品全体に関わる重要な意味を持っている。
第二楽章は本曲でも特筆すべき風変わりな楽章で、奇妙で素早い金管で開始される。頻繁に拍子が変わり、軽い曲調が繰り返される。ハ音を主音とするが、転調が数回繰り返される。「グラシアス・アジムス…」（Gratias agimus...）で始まるテキストの最後の行は暗い色調になり、本楽章の「乱痴気騒ぎ」の中間において、いささか別次元の印象を与える。この休息の後、豪快な低音の音形を伴った変ホ長調への転調がある。このテキストにおけるアクセントは、その殆ど非言語的なパターンのため、「ひねくれ者（perverse）」とあだ名されている。
第三楽章は木管楽器の導入後、非常にドラマティックなソプラノソロで開始され、ピカルディの三度で終わることで、より明るい色調の第四楽章に続いていく。
第四楽章は本曲で最も短い。冗談めかした性格を持つ第二楽章に似るが、合唱パートには第一楽章のアクセントのある音楽が顔を出す。旋律はしばしばペンタトニックを使用し、速いテンポと活発なリズムが頻繁に主題に回帰する様は、渦巻くような舞踏の印象を与える。
第五楽章は木管楽器で始まり、ソプラノが主役を務める第三楽章に似ている。ソプラノの開始メロディには拡張された四和音と五和音の両方が含まれているため、暗く神秘的な印象を与える。楽章の最後は、最初の変ロ短調よりも完全五度低い変ホ短調の和音で終わり、最後まで不安で神秘的な印象を与え続ける。特に注目すべきなのは、本楽章のクラリネットソロと、プーランクの後期クラリネットソナタの第一楽章及び第二楽章との類似点である。
第六楽章はア・カペラとオーケストラの咆哮を交互に繰り返すことから始まり、第一楽章のファンファーレの主題を引用する。導入終了後、歩くように連続する低音の上に高音の弦楽が奏でる難易度の高い16分音符による旋律が、第一楽章のテキストを回想する。楽章の最後はソプラノのソロ「アーメン」に導かれ、合唱が後に続く。今度はオーケストラのロ短調とト長調が入り混じる中で、合唱はテキストを繰り返す。第一楽章のファンファーレの主題が、勝利をもたらすかのように遅く、そして壮大に、最後の「アーメン」の前に一度だけ戻ってくる。 最後にソプラノによって詠唱されるD音（レ）の「アーメン」は、本作品の最後に同時に奏でられるロ短調とト長調の和音に関係している。